# Bouillancourt-la-Bataille
Bouillancourt-la-Bataille (picardisch: Bouillancourt-l’Batale) ist eine nordfranzösische Gemeinde mit 144 Einwohnern (Stand 1. Januar 2022) im Département Somme in der Region Hauts-de-France. Die Gemeinde liegt im Arrondissement Montdidier und gehört zum Kanton Roye.

## Geographie
Die Gemeinde liegt im Tal des Trois Doms kurz vor dessen Mündung in die Avre an den Départementsstraßen D155, die hier den Trois Doms überquert, und D483, rund 8 km nördlich von Montdidier. Durch das Gemeindegebiet verläuft die Bahnstrecke Amiens-Montdidier.

## Einwohner
| 1962 | 1968 | 1975 | 1982 | 1990 | 1999 | 2006 | 2010 |
| ---- | ---- | ---- | ---- | ---- | ---- | ---- | ---- |
| 134  | 117  | 109  | 93   | 89   | 106  | 135  | 135  |

## Verwaltung
Bürgermeister (maire) ist seit 2001 Daniel Pouchain.	

## Sehenswürdigkeiten
- Die 1920 wiederaufgebaute Kirche Saint-Pierre mit einer Taufe aus dem 13. Jahrhundert.
- Die Dreifaltigkeitskapelle.